# Hello World (album Belle Perez)
Hello World è l'album di debutto della cantante pop belga Belle Perez, pubblicato nel 2000 dall'etichetta discografica Antler. L'album è stato promosso dall'omonimo singolo Hello World.
L'album ha riscosso un buon successo in Belgio, dove ha raggiunto la tredicesima posizione della classifica degli album.
Quasi tutti i brani sono stati scritti da Patrick Renier, che ha curato anche la produzione del disco insieme a Jim Soulier. La stessa cantante ha partecipato alla scrittura di alcune tracce.

## Tracce
CD (Antler / Subway 7243 52933 2 7 (EMI)
1. Hello World (Jim Soulier, Belle Pérez, Patrick Renier)
2. Honeybee (Jim Soulier, Patrick Renier)
3. This Crazy Feeling (Jim Soulier, Belle Pérez, Patrick Renier)
4. Kiss & Make Up (Jim Soulier, Belle Pérez, Patrick Renier)
5. Hang On to Yourself (Patrick Renier)
6. How Can I Tell You (Patrick Renier)
7. The Way You Are (Patrick Renier)
8. What Am I to Do (Patrick Renier)
9. Something You Should Know (Patrick Renier)
10. You Make Me Feel Good (The Ooh La La Song) (Patrick Renier)
11. Olvidar y besar (Patrick Renier)
12. Hola mundo (Patrick Renier)
13. Corazón (Patrick Renier)
14. Hello World (Remix) (Jim Soulier, Belle Pérez, Patrick Renier)
15. Hello World (Nordic Radio Remix) (Jim Soulier, Belle Pérez, Patrick Renier)

Durata totale: 0:00

## Classifiche
| Classifica       | Posizione |
| ---------------- | --------- |
| Belgio (Fiandre) | 13        |